# Puccinia pritzeliana
Puccinia pritzeliana är en svampart som beskrevs av Henn. 1901. Puccinia pritzeliana ingår i släktet Puccinia och familjen Pucciniaceae.   Inga underarter finns listade i Catalogue of Life.